# Orczy Emma

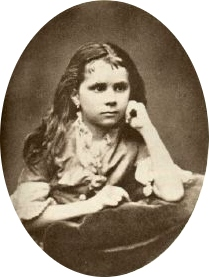
Orczy Emma tizenhárom évesen

Emma Orczy vagy báró orci Orczy Emma (Tarnaörs, 1865. szeptember 23. – London, 1947. november 12.) magyar származású angol írónő. A Vörös Pimpernel című regény szerzője. A Vénusz bolygón kráter őrzi nevét.

## Életpályája
Báró orci Orczy Bódog valamint szentegyedi és cegei Wass Emma grófnő egyetlen leányaként született. 15 éves volt, amikor szüleivel előbb Brüsszelbe, majd Londonba költöztek. Itt zenét és festészetet tanult. 1894-ben házasságot kötött Montague Barstow-val. A fiatal pár nagyon nehéz anyagi körülmények között élt. Emiatt kezdett Orczy Emma írni. Első próbálkozásai nem voltak sikeresek, de néhány detektívtörténete megjelent nyomtatásban. 1903-ban született meg A Vörös Pimpernel című regénye, amely könyv alakban először nem volt sikeres. Színpadi változata viszont nagy siker volt 1905-ben Londonban, több mint 2000 előadása volt. A színpadi siker után a regény is elindult világhódító útjára. 14 nyelvre fordították le, majd több mint harminc mozi- és TV-film készült belőle, sőt mintául szolgált az amerikai Johnston McCulleynak Zorro nevű figurája megalkotásánál. Frank Wildhorn musicalt írt a regényből. A Vörös Pimpernel sikerén felbuzdulva, annak még több folytatást is írt az elkövetkező években. 1915-ben egy háborús antológiát jelentetett meg Lest We Forget (Hogy soha el ne felejtsük) címmel. Több kaland- és detektívregényt írt még, amelyeket szintén több nyelvre lefordítottak. 1933-ban jelentette meg The Scarlet Pimpernel Looks at the World (Ahogy a Vörös Pimpernel a világot látja) című esszékötetét. Önéletrajzát 1947-ben írta meg Links in the Chain of Life (Az élet láncszemei) címen. 1947. november 12-én Londonban halt meg.

## Művei
- Old Hungarian Fairy Tales (Régi tündérmesék) (1898)
- The Emperor's Candlesticks (Ferenc József gyertyatartói) (1899)
- The Old Man in the Corner (1900–1909)
- The Scarlet Pimpernel (A Vörös Pimpernel) (1905)
- I Will Repay (1906) (magyarul: Megfizetek!)
- The Tangled Skein (1907) (magyarul: Összekuszált fonat)
- The Elusive Pimpernel (1908)
- Unto Caesar (1914) (magyarul: Adjátok meg…)
- Let We Forget (1915)
- Lady Molly kalandjai (1918)
- The League of the Scarlet Pimpernel (A Vörös Pimpernel szövetsége) (1919)
- Pimpernel and Rosemary (Pimpernel és Rosemary) (1924)
- The Honourable Jim (1924) (magyarul: Jim úrfi)
- Pimpernel Erdélyben (1927)
- The Triumph of the Scarlet Pimpernel (1929)
- Sir Percy Hits Back (Sir Percy visszaüt) (1930)
- Az okos Pimpernel (1930)
- The Scarlet Pimpernel Looks at the World (Ahogy a Vörös Pimpernel a világot látja) (1933)
- Links in the Chain of Life című önéletrajza (1947)

### Magyarul
- Régi tündérmesék. Újra elmondja báró Orczy Emma; Athenaeum, Budapest, 1898
- A Vörös Pimpernel. Regény, 1–2.; ford. Gineverné Győry Ilona; Singer-Wolfner, Budapest, 1907 (Egyetemes regénytár XXIV.)
- Megfizetek! Regény; ford. Marczali Erzsi; Singer-Wolfner, Budapest, 1908 (Egyetemes regénytár XXV.)
- Lady Molly kalandjai. Detektív történetek; ford. Kisléghi Kálmán; Lampel, Budapest, 1918 (Magyar könyvtár)
- Lady Molly kalandjai. Detektív történetek – 2. sorozat; ford. Fayer Kata; Lampel, Budapest, 1919 (Magyar könyvtár)
- Adjátok meg... Regény Caligula császár idejéből; ford. Pogány Kázmér; Szt. István Társulat, Budapest, 1925
- Ferenc József gyertyatartói. Regény; Singer és Wolfner, Budapest, 1926 (A magyar és külföldi irodalom jelesei)
- Megfizetek! Regény; ford. Dobosi Pécsi Mária; Singer Wolfner, Budapest, 1927
- Pimpernel Erdélyben. Regény; ford. Pogány Kázmér; Szt. István Társulat, Budapest, 1927
- Összekuszált fonat. Regény; ford. Kéméndyné Novelly Riza; Singer és Wolfner, Budapest, 1928 (Egyetemes regénytár)
- Jim úrfi. Regény; ford. ifj. Kendi Finály István; Légrády, Budapest, 1929 (Pesti Hírlap könyvek)
- A rejtélyes sarok. Regény; ford. Benedek Géza; Légrády, Budapest, 1929 (Pesti Hírlap könyvek)
- Sir Percy visszaüt; ford. Pogány Kázmér; Szt. István Társulat, Budapest, 1930
- Az okos Pimpernel. Regény; ford. Borbély Sándor; Singer és Wolfner, Budapest, 1930
- A Vörös Pimpernel, 1–2.; ford. Gineverné Győry Ilona; Singer-Wolfner, Budapest, 1934 (Milliók könyve)
- A Vörös Pimpernel; ford. Borbás Mária; Rakéta, Budapest, 1990
- Isten és a császár. Regény az első keresztények korából; ford. átdolg., utószó Kindelmann Győző; Szt. István Társulat, Budapest, 2010
- Revans Párizsban; Kairosz, Budapest, 2017

## Érdekességek

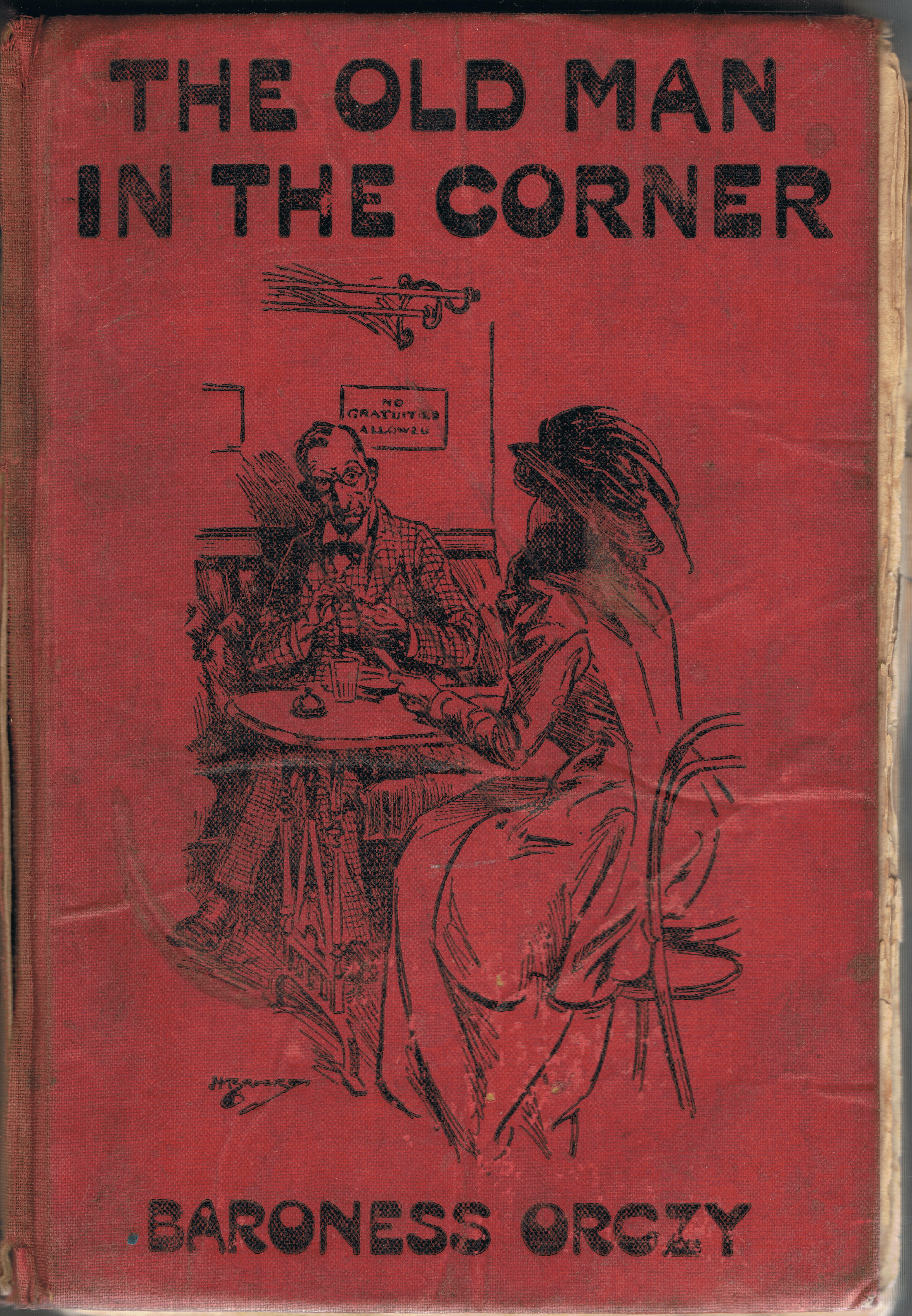
The Old Man in the Corner 1910-es londoni kiadása

- Legismertebb műve, a Vörös Pimpernel megemlítésre kerül A tizedes meg a többiek című film egy jelenetében.
- A Vörös Pimpernel alapján készült a náci időkbe helyezett Modern Pimpernel, valamint az 1967-es Folytassa, forradalmár! című filmparódia.